# Ozodicera telestyla
Ozodicera telestyla är en tvåvingeart som beskrevs av Alexander 1969. Ozodicera telestyla ingår i släktet Ozodicera och familjen storharkrankar.
Artens utbredningsområde är Colombia. Inga underarter finns listade i Catalogue of Life.